# Media Matters for America
Media Matters for America (Các vấn đề phương tiện truyền thông cho Hoa Kỳ, MMfA) là một tổ chức chính trị tiến bộ giám sát phương tiện truyền thông tại Hoa Kỳ. Tổ chức này có một nhiệm vụ đề ra để "giám sát toàn diện, phân tích và điều chỉnh thông tin bảo thủ sai lệch trong giới truyền thông Hoa Kỳ". Thiết lập như một tổ chức phi lợi nhuận được miễn thuế, MMfA được thành lập vào năm 2004 bởi nhà báo và nhà hoạt động chính trị David Brock như một đối trọng với Media Research Center (Trung tâm Nghiên cứu truyền thông) bảo thủ. Nó được biết đến với những bài chỉ trích mạnh mẽ các nhà báo và các cơ quan truyền thông bảo thủ, bao gồm tuyên bố "Chiến tranh với Fox News." 